# رود یالونگ
رود یالونگ (به چینی: 雅砻江، به پین یین: Yǎ lóng jiāng، وید جایلز: Ya-lung Chiang) که در زبان تبتی نیاگ چو 
(به تبتی: ཉག་ཆུ་) نامیده می‌شود، رودی به‌طول تقریبی ۱۲۹۰ کیلومتر است که در مسیری از مرکز تا جنوب چین جریان داشته و در پایان به رود یانگ‌تسه کیانگ می‌ریزد.

## مشخصات
رود یالونگ از کوه‌های بایان هار (شاخه‌ای از کوه‌های کونلون) واقع در جنوب استان چینگ‌های در غرب چین و در ارتفاعی تقریباً ۵٬۰۰۰ متری سرچشمه می‌گیرد. این رود سپس به سمت جنوب شرقی جریان یافته و وارد شمال غربی استان سیچوان می‌شود. پایینتر از گانتزی این رود به‌سمت جنوب چرخیده و در امتداد کنارهٔ غربی کوه‌های داشوئه به مسیر خود ادامه می‌دهد تا آنکه پس از چند چرخش شدید در منتهی‌الیه جنوبی این کوه در نزدیکی مرز استان یونان به رود یانگ‌تسه کیانگ می‌پیوندد.
رود یالونگ یکی از طولانی‌ترین رودهای فرعی است که به یانگ‌تسه می‌ریزد. این رود در طول مسیر خود از آبکندهایی عمیق می‌گذرد و در بیشتر طول این مسیر حالتی سیلابی داشته و حجم آب بسیاری را با خود حمل می‌کند. این موضوع سبب‌شده تا سدها و نیروگاه‌های برق‌آبی بزرگی برای کمک به توسعهٔ اقتصاد منطقه از دههٔ ۱۹۸۰ تاکنون در طول مسیر این رودخانه ساخته شود.